# Gorzakiew
Gorzakiew – wieś w Polsce, położona w województwie świętokrzyskim, w powiecie buskim, w gminie Gnojno.
| SIMC    | Nazwa                   | Rodzaj    |
| ------- | ----------------------- | --------- |
| 0238150 | Dobra-Wymysłów Glinecki | część wsi |
| 0238167 | Pasieka                 | część wsi |
| 0238173 | Piaski                  | część wsi |
| 0238180 | Pod Lasem               | część wsi |
| 0238196 | Wymysłów                | część wsi |
| 0238204 | Za Stawem               | część wsi |

W latach 1954–1959 wieś należała i była siedzibą władz gromady Gorzakiew, po jej zniesieniu w gromadzie Gnojno. W latach 1975–1998 wieś administracyjnie należała do województwa kieleckiego.
Od roku 1992 we wsi funkcjonuje ochotnicza straż pożarna.